# Western Island
Western Island är en ö i Kanada.   Den ligger i provinsen Newfoundland och Labrador, i den östra delen av landet, 1 600 km öster om huvudstaden Ottawa. Arean är 6,0 kvadratkilometer. Western Island och Eastern Island bildar tillsammans ögruppen Horse Islands.
Terrängen på Western Island är platt. Öns högsta punkt är 142 meter över havet. Den sträcker sig 2,9 kilometer i nord-sydlig riktning, och 4,9 kilometer i öst-västlig riktning.